# Cuinzier
Cuinzier là một xã trong tỉnh Loire miền trung nước Pháp.